# Geordnetes Paar
Ein geordnetes Paar, auch 2-Tupel oder Dupel genannt, ist in der Mathematik eine wichtige Art und Weise, zwei mathematische Objekte zu einer Einheit zusammenzufassen. Die beiden Objekte müssen dabei nicht notwendigerweise voneinander verschieden sein und ihre Reihenfolge spielt eine Rolle (im Gegensatz zu einem ungeordneten Paar). Geordnete Paare stehen im Zentrum der mathematischen Begriffswelt und sind die Basisbausteine vieler komplexerer mathematischer Objekte.

## Notation
Ein geordnetes Paar ist eine Zusammenfassung zweier mathematischer Objekte {\displaystyle a} und {\displaystyle b} zu einer Einheit. Das geordnete Paar von {\displaystyle a} und {\displaystyle b} wird meist mit Hilfe runder Klammern durch
{\displaystyle (a,b)}
notiert. Dabei heißt {\displaystyle a} die linke, erste oder vordere Komponente des Paares und {\displaystyle b} die rechte, zweite oder hintere Komponente des Paares. Gelegentlich werden zur Notation auch andere Klammertypen, wie eckige Klammern, und andere Trennzeichen, wie Semikolon oder senkrechter Strich, verwendet. Wesentlich bei der Paarbildung ist die Reihenfolge der Elemente, das heißt, {\displaystyle (a,b)} und {\displaystyle (b,a)} sollen verschiedene Paare darstellen, falls {\displaystyle a} und {\displaystyle b} verschieden sind (im Gegensatz zu einem ungeordneten Paar {\displaystyle \{a,b\}}, das identisch ist mit dem ungeordneten Paar {\displaystyle \{b,a\}}).

## Gleichheit geordneter Paare
Der Begriff des geordneten Paares ist durch Peanos Paaraxiom charakterisiert:
Zwei geordnete Paare gelten genau dann als gleich, wenn sowohl ihre ersten als auch ihre zweiten Komponenten gleich sind.
Als Formel lässt sich das Paaraxiom folgendermaßen ausdrücken:
{\displaystyle (a,b)=(c,d)\iff a=c~{\text{und}}~b=d}.

## Darstellung geordneter Paare
In der Literatur finden sich unter anderen für das geordnete Paar {\displaystyle (a,b)} folgende Darstellungen als Mengen beziehungsweise Klassen:

### Paardarstellungen für Mengen und Urelemente
- {\displaystyle (a,b)_{\mathrm {K} }:=\{\{a\},\{a,b\}\}}, gängigste Darstellung nach Kazimierz Kuratowski (1921).[2] Eine Variante gibt die Definition {\displaystyle (a,b)_{\text{reverse}}:=\{\{b\},\{a,b\}\}}

– in einer Typentheorie nach Bertrand Russell möglich bei gleichem Typ von a und b.
– nicht möglich, wenn a oder b eine echte Klasse ist.
- {\displaystyle (a,b)_{\text{short}}:=\{a,\{a,b\}\}}, so genannte kurze Darstellung

– nicht erlaubt in einer Typentheorie nach Bertrand Russell.
- {\displaystyle (a,b)_{\text{EM}}:=\{\{\emptyset ,\{a\}\},\{b\}\}}, zum Tupel-Begriff generalisierbare Darstellung[4]
- {\displaystyle (a,b)_{\text{W}}:=\{\{\emptyset ,\{a\}\},\{\{b\}\}\}}, nach Norbert Wiener (1914)[5]

– in einer Typentheorie nach Bertrand Russell möglich bei gleichem Typ von a und b, wenn als Leermenge die der nächsthöheren Typstufe gewählt wird.
- {\displaystyle (a,b)_{\text{H}}:=\{\{a,{\boldsymbol {1}}\},\{b,{\boldsymbol {2}}\}\}}, wobei {\displaystyle {\boldsymbol {1}}} und {\displaystyle {\boldsymbol {2}}} voneinander verschiedene Objekte sind, beide auch verschieden von {\displaystyle a} und {\displaystyle b}, nach Felix Hausdorff (1914)[7]

### Klassenpaare nach Schmidt
{\displaystyle (a,b):=\{\{\{x\}\}\,{\boldsymbol {\mid }}\,x\in a\}\;{\boldsymbol {\cup }}\;\{\{\emptyset ,\{x\}\}\,{\boldsymbol {\mid }}\,x\in b\}}, nach Jürgen Schmidt (1966) in Anlehnung an Quine. Eine an die Darstellung von Wiener angelehnte Variante gibt die Definition {\displaystyle (a,b):=\{\{\emptyset ,\{x\}\}\,{\boldsymbol {\mid }}\,x\in a\}\;{\boldsymbol {\cup }}\;\{\{\{x\}\}\,{\boldsymbol {\mid }}\,x\in b\}}
– {\displaystyle a,b} können hier auch echte Klassen sein, aber keine 'echten' Urelemente (d. h. von ∅ verschiedene Urelemente).
Der Vergleich der Darstellung von Wiener mit der Variante nach Schmidt zeigt, wie aus einer Paardarstellung {\displaystyle (a,b)} für Mengen und ('echte') Urelemente eine Paardarstellung {\displaystyle (a,b)_{\text{Schmidt}}} für Mengen und echte Klassen erzeugt werden kann:
{\displaystyle (a,b)_{\text{Schmidt}}:=\bigcup _{x\in a}\bigcup _{y\in b}(x,y)}
Falls a und b Mengen (keine echten Klassen) sind, lässt sich der obige Ausdruck auch wie folgt darstellen:
{\displaystyle (a,b)_{\text{Schmidt}}=\bigcup \{(x,y)|x\in a\land y\in b\}=\bigcup \;(a\times b)} 
Das geschilderte Verfahren lässt sich auch einseitig nur links oder nur rechts anwenden. Dabei könnte genauso gut auch eine andere Paardarstellung wie die von Kuratowski zugrunde gelegt werden.

### Paardarstellung nach Quine–Rosser
Bei der Paardarstellung nach Kuratowski liegen die Koordinaten der Paare in der Enthaltenseinsrelation zwei Stufen unter den Paaren ({\displaystyle a,b\in ^{2}(a,b)}), bei Wiener sind es gar drei Stufen ({\displaystyle a,b\in ^{3}(a,b)}). Mit dem Schmidtschen Verfahren wird dieser Abstand lediglich um 1 reduziert.
Rosser hat 1953 eine Paardarstellung nach Quine verwendet, welche eine mengentheoretische Darstellung (oder auch axiomatische Definition) der natürlichen Zahlen {\displaystyle \mathbb {N} } voraussetzt. Dafür befinden sich die Paare auf derselben Stufe wie ihre Koordinaten. Dazu benötigen wir zunächst folgende Hilfsdefinition:
{\displaystyle \sigma (x):=\left\{{\begin{matrix}x,&{\text{für }}x\not \in \mathbb {N} \\x+1,&{\text{für }}x\in \mathbb {N} .\end{matrix}}\right.}
{\displaystyle \sigma } inkrementiert das Argument (um 1), wenn es eine natürliche Zahl ist, und belässt es ansonsten wie es ist – die Zahl 0 tritt nicht als Funktionswert von {\displaystyle \sigma } auf. Weiter setzen wir:
{\displaystyle \varphi (x):=\sigma [x]=\{\sigma (\alpha )|\alpha \in x\}=(x\setminus \mathbb {N} )\cup \{n+1|n\in (x\cap \mathbb {N} )\}.}
Dabei ist {\displaystyle x\setminus \mathbb {N} } die Menge der Elemente von {\displaystyle x} die nicht in {\displaystyle \mathbb {N} } liegen. {\displaystyle \varphi (x)} bezeichnet das Bild einer Menge {\displaystyle x} unter der Abbildung {\displaystyle \sigma }, und wird manchmal auch mit {\displaystyle \sigma ''x} bezeichnet. Die Anwendung dieser Funktion auf eine Menge inkrementiert alle in ihr enthaltenen natürlichen Zahlen. Insbesondere enthält {\displaystyle \varphi (x)} niemels die Zahl 0, für beliebige Mengen {\displaystyle x,y} gilt also
{\displaystyle \varphi (x)\not =\{0\}\cup \varphi (y).}
Weiter wird definiert
{\displaystyle \psi (x):=\sigma [x]\cup \{0\}=\varphi (x)\cup \{0\}}.
Damit enthält {\displaystyle \psi (x)} stets die Zahl 0 als Element.
Schließlich definieren wir das geordnete Paare als die folgende disjunkte Vereinigung:
{\displaystyle (A,B)_{QR}:=\varphi [A]\cup \psi [B]=\{\varphi (a)|a\in A\}\cup \{\varphi (b)\cup \{0\}|b\in B\}.}
(in anderer Notation auch {\displaystyle \varphi ''A\cup \psi ''B}).
Wenn man alle Elemente des so definierten Paares extrahiert, die nicht die 0 enthalten, und {\displaystyle \varphi } umkehrt, erhält man A. In derselben Weise kann B aus den Elementen des Paares, die ihrerseits die 0 enthalten, zurückgewonnen werden.
Die Definition setzt die abzählbar unendliche Menge der natürlichen Zahlen voraus. Das ist in ZF und NF der Fall, nicht aber in NFU. J. Barkley Rosser konnte zeigen, dass die Existenz solcher geordneter Paare auf derselben Stufe wie ihre Koordinaten das Unendlichkeitsaxiom voraussetzt. Für eine ausführliche Diskussion geordneter Paare im Rahmen von Quine-Mengentheorien siehe Holmes (1998).

## Verwendung geordneter Paare
Geordnete Paare sind die elementaren Bausteine vieler mathematischer Strukturen. Beispielsweise werden
- in der Mengenlehre kartesische Produkte, Relationen und Funktionen als Mengen geordneter Paare definiert;
- in der Analysis komplexe Zahlen als geordnete Paare mit reellen Zahlen als Komponenten, reelle Zahlen als Mengen (Äquivalenzklassen) unendlicher Folgen (Cauchy-Folgen rationaler Zahlen), rationale Zahlen als Äquivalenzklassen geordneter Paare, deren Komponenten ganze Zahlen sind, ganze Zahlen als Äquivalenzklassen geordneter Paare, deren Komponenten natürliche Zahlen sind, definiert;
- in der Algebra die algebraischen Strukturen, zum Beispiel Gruppen, Ringe, Körper im Wesentlichen als Funktionen (binäre Verknüpfungen) definiert.